# Asociación Internacional de Escritores Policíacos

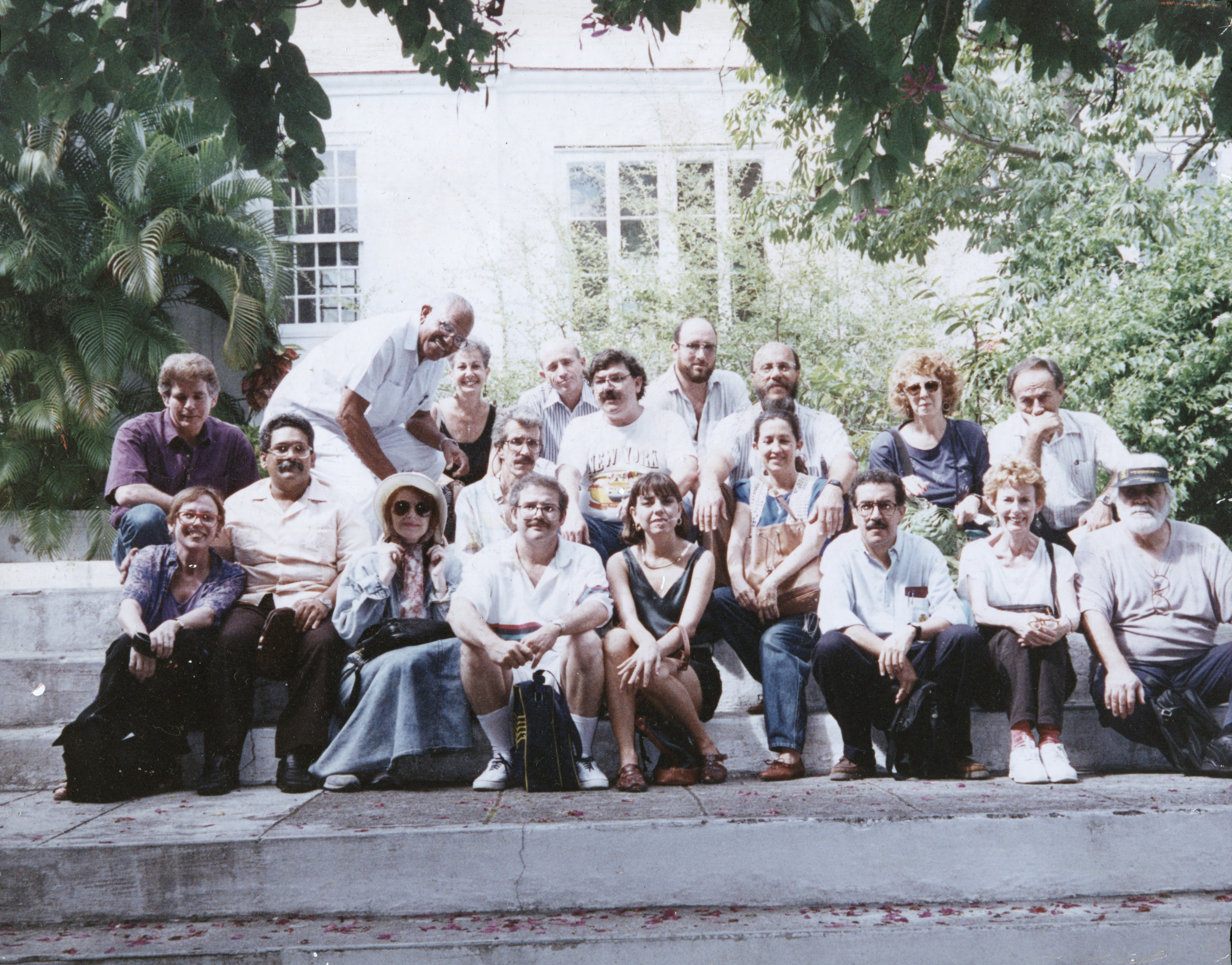
Leden van de Asociación Internacional de Escritores Policiacos voor het huis van Ernest Hemingway in Havana, Cuba, in 1994.

De Asociación Internacional de Escritores Policiacos (AIEP, Engels: International Association of Crime Writers, IACW) is een internationale vereniging van misdaadschrijvers.

## Geschiedenis
De vereniging werd op 7 juni 1986 opgericht in Havana door de schrijvers Paco Ignacio Taibo II (Mexico),Julian Semionov (Rusland), die president was vanaf de oprichting tot aan zijn dood in 1993, Rodolfo Pérez Valero en Alberto Molina (beiden Cuba), Jiri Prochazka (Tsjechië), Daniel Chavarría (Uruguay), en Rafael Ramírez Heredia (Mexico). Het idee werd bedacht tijdens de vergadering van de Escritores Policíacos Cuba '86 van 4 tot 7 juni dat jaar. De auteurs verbonden zich tot dezelfde visie over het belang van misdaadliteratuur tegen sociale mistoestanden zoals terrorisme, drugshandel en het gebruik van kinderen voor criminele doeleinden, in aanvulling op de noodzaak van het verdedigen van het "recht op vrije meningsuiting" van de auteurs van het detectivegenre in de gehele wereld, vooral in Latijns-Amerika en de Oost-Europese landen.
De doelstellingen waren om de schrijvers van het detective- en misdaadgenre over de hele wereld te verenigen en de vertaling van de beste boeken van dit genre in andere landen te bevorderen. Er werd overeengekomen dat het tijdschrift Enigma, onder redactie van Rodolfo Pérez Valero en Alberto Molina, het officiële orgaan in Spaans van de vereniging zou zijn.
In de daaropvolgende bijeenkomsten in Mexico (februari 1987), Jalta (juni 1987), de eerste Semana Negra (Zwarte week) van Gijón (juli 1988) en Praag (1989) traden auteurs van Bulgarije, Spanje, Verenigde Staten, Frankrijk, Italië, Japan en het Verenigd Koninkrijk toe tot het uitvoerend comité. Tijdens de bijeenkomst in Praag, overwon het AIEP een eerste grote crisis toen ze aan Tsjecho-Slowakije de vrijlating van dissidente schrijver Václav Havel vroeg, die later president van dat land te worden.
In het eerste congres van de AIEP, dat van 3 tot 7 oktober 1989 gehouden werd in Taxco en Acapulco in Mexico, overwon de vereniging zijn tweede grote crisis, die er  kwam door de veranderingen die voorkwamen in Oost-Europa en Paco Ignacio Taibo II werd verkozen als de nieuwe president, terwijl Julian Semionov als president voor het leven benoemd werd. Een maand later viel de Berlijnse Muur, maar de AIEP, gevormd door misdaadschrijvers van beide politieke blokken, overleefde het einde van de Koude Oorlog. De vereniging bestaat anno 2017 uit ongeveer 1000 auteurs uit circa 20 landen.

## Doelstellingen
AIEP's oorspronkelijke doel was om te vechten voor de persvrijheid, in het bijzonder voor schrijvers in het Oostblok en Latijns-Amerika. In de afgelopen jaren zijn deze doelstellingen gewijzigd naar promotie van misdaadromans.
Het oprichten van een potentiële wereldwijde gemeenschap van schrijvers om de vertaling te bevorderen, en vrije verspreiding van ideeën en communicatie tussen misdaadschrijvers van alle naties door:
1. Het bevorderen van het schrijven van misdaadromans in landen waar er geen traditie is.
2. Het verzamelen en wereldwijd informeren over het genre misdaadfictie.
3. De publicatie van literaire werken te ondersteunen met name door het stimuleren van de vertaling van misdaadromans.
4. Te vechten voor de vrijheid van meningsuiting en tegen censuur.

## Presidenten van de AIEP
- Julian Semionov (presidente fundador vitalicio)  Rusland
- Paco Ignacio Taibo II  Mexico- Spanje
- K. Arne Blom  Zweden
- Susan Moody  Verenigd Koninkrijk
- Jeremias Haley  Verenigde Staten
- Piet Teigeler  België- Spanje
- Jim Madison Davis  Verenigde Staten
- Emanuel Ikonomov  Bulgarije[1]

## Noordse landen
In Scandinavië wordt de AIEP vertegenwoordigd door de onafhankelijke regionale organisatie Skandinaviska Kriminalsällskapet (die ook leden uit Finland en IJsland telt). 

## Prijzen
De AIEP reikt jaarlijks de Premio Hammett uit voor de beste misdaadroman geschreven in het Spaans, tijdens de jaarlijkse Semana Negra in Gijón, Spanje. De Noord-Amerikaanse dochteronderneming IACW verleent de Hammett Prize aan de beste misdaadroman gepubliceerd in het Engels in de Verenigde Staten en/of Canada.